# Casa Gerloni
Casa Gerloni è un edificio storico rinascimentale che si trova nel centro di Trento e risalente al XV secolo.

## Storia

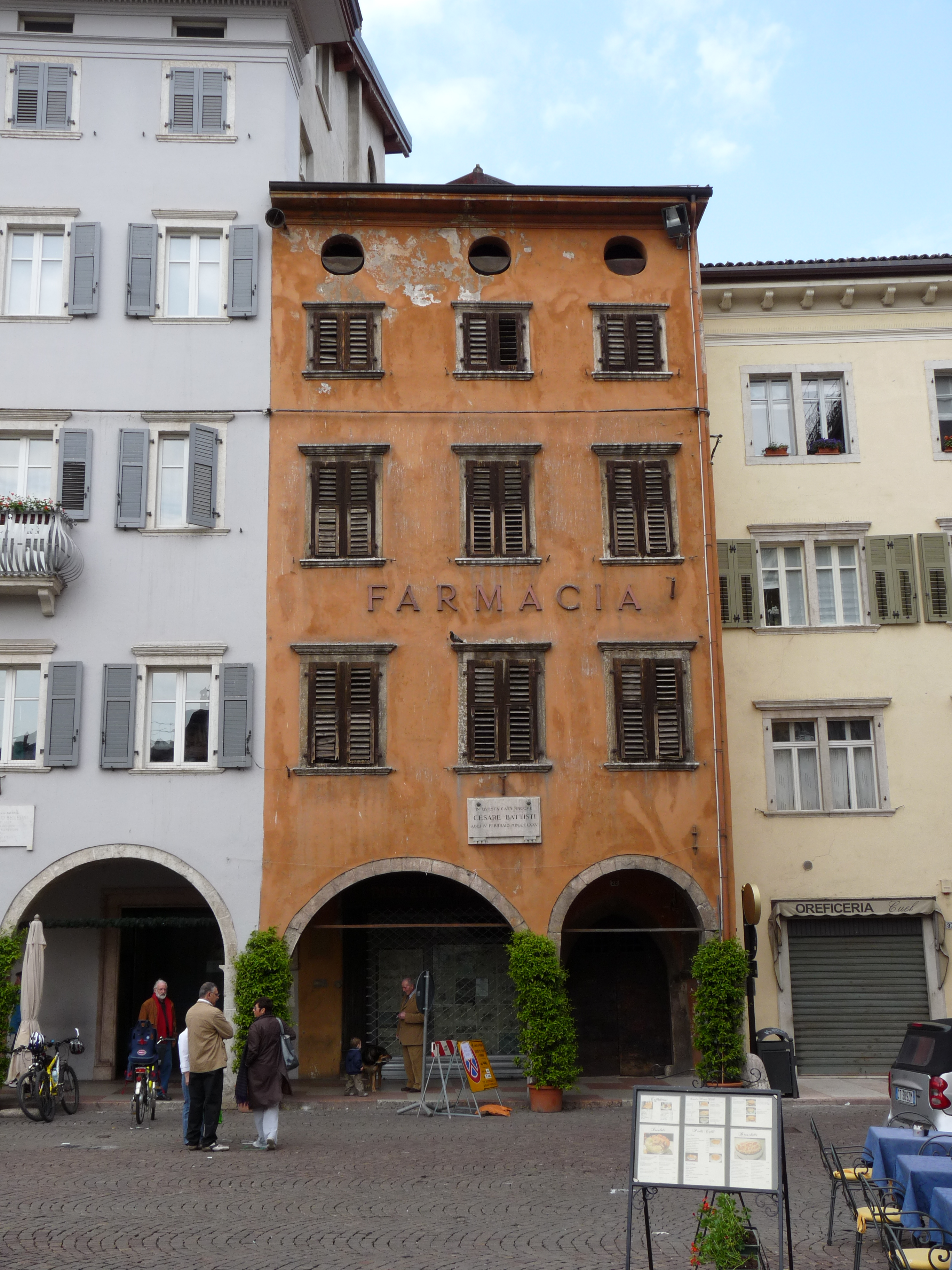
Casa Gerloni come appariva nel 2009

La casa appartenne, attorno alla prima metà del XVI secolo, alla Casa di Dio e vi risiedette la famiglia Cazuffi. In quegli anni al pianterreno era attiva l'Osteria alle Due Spade. Verso la metà del secolo i nuovi proprietari divennero gli Egen e successivamente, attorno al 1710, passò alla famiglia Gerloni che acquistò la casa. Da quel momento divenne nota per la farmacia che vi fu aperta e che rimase attiva fino al 1973. In seguito, per anni, l'edificio è rimasto a lungo quasi abbandonato mostrando evidenti segni di degrado. La sua ristrutturazione è iniziata nel 2019.

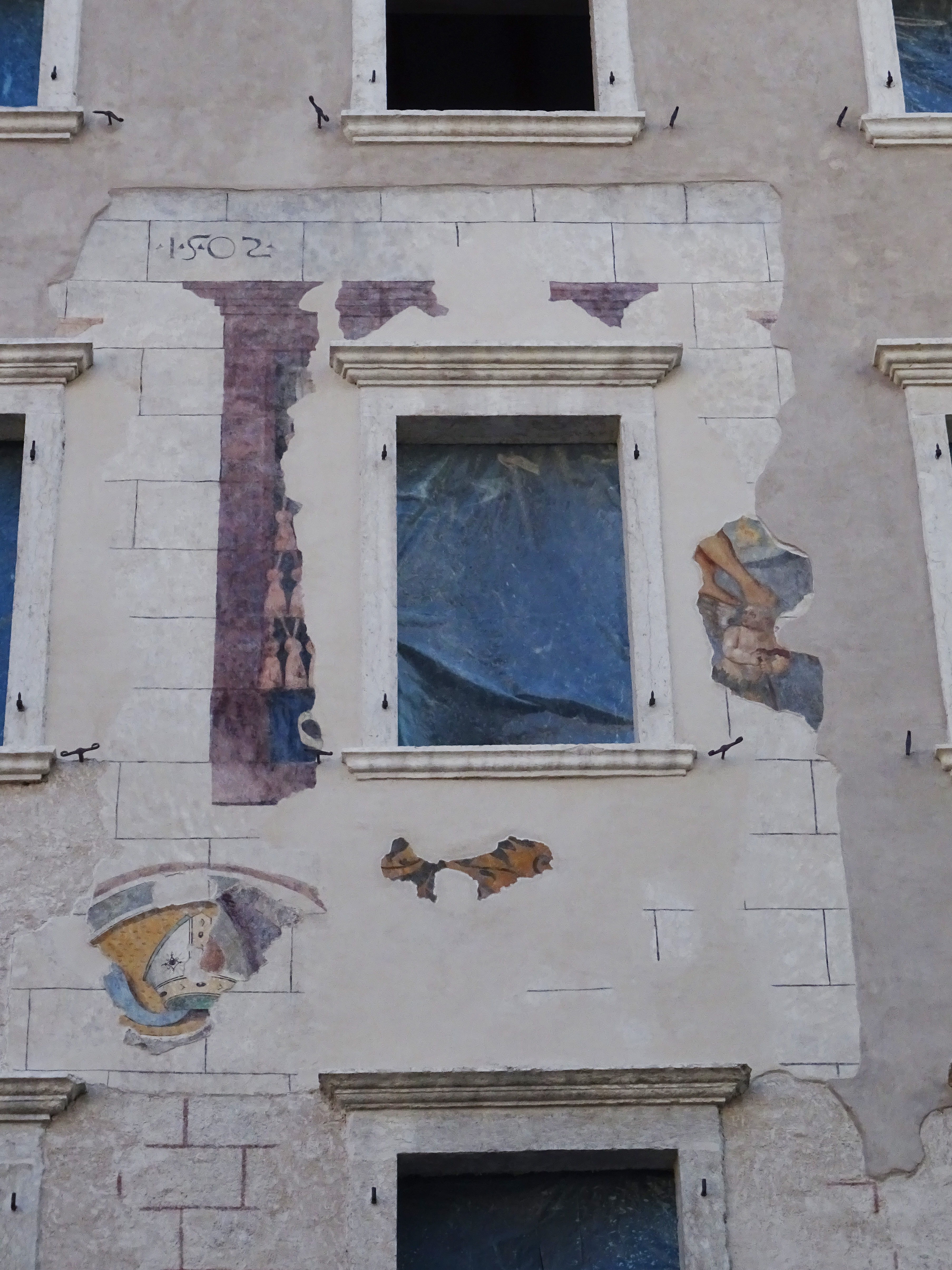
Affreschi sulla facciata di casa Gerloni riportati in luce dopo il restauro

### Casa natale di Cesare Battisti
Si è pensato che, nel 1875, in questa casa fosse nato l'irredentista italiano Cesare Battisti, probabilmente per la targa posta erroneamente sulla facciata durante il periodo fascista per motivi di propaganda. Viene appurato invece che Battisti è nato nella vicina abitazione sul retro posta su via Don Arcangelo Rizzi e non affacciata su piazza Duomo.

## Descrizione
La facciata alta e stretta si sviluppa su cinque piani e si affaccia su piazza Duomo in centro a Trento. Al pianterreno il prospetto principale mostra due volti asimmetrici ed ogni piano superiore si apre con tre finestre (le tre in alto sono semplici oculi). I recenti lavori di ristrutturazione e gli studi sulla superficie muraria precentemente intonacata hanno permesso di recuperare in parte gli affreschi risalenti, nel loro primo strato, al 1502, e gli ultimi alla prima metà del XVII secolo. Gli autori di queste decorazioni non sono noti ma il loro rilievo dal punto di vista artistico ha reso l'edificio di interesse culturale con provvedimento in data 25 gennaio 2022.
I sondaggi che hanno riguardato la stratigrafia della facciata principale ad est eseguiti tra il 2020 e il 2021 hanno evidenziato la presenza di più strati sovrapposti con diversi tipi di soggetto e realizzati in tempi successivi:
- primo strato. Affreschi raffiguranti conci rossi, eseguiti nella seconda metà del XV secolo;
- secondo strato. Affreschi raffiguranti conci neri, risalenti al 1502;
- terzo strato. Affreschi di uno stemma vescovile e di uno cardinalizio, dipinti tra il 1502 e il 1600;
- quarto strato. Affreschi con vari elementi figurativi tra i quali un Angelo, realizzati entro il 1620.